# Mark Jamieson
Mark Jamieson (Dandenong, Victòria, 4 de maig de 1984) és un ciclista australià, professional des del 2007 al 2009. Es va especialitzar en la pista on es va proclamar Campió del món en Persecució per equips.

## Palmarès en pista
- 2002
  -  Campió del món júnior en Persecució
- 2003
  - Campió d'Oceania en Persecució
  -  Campió d'Austràlia de persecució
- 2004
  - Campió d'Oceania en Persecució
  - Campió d'Oceania en Madison (amb Richard England)
- 2005
  -  Campió d'Austràlia de persecució
  -  Campió d'Austràlia de persecució per equips
- 2006
  -  Campió d'Austràlia de persecució
  -  Campió del món de Persecució per equips (amb Peter Dawson, Matthew Goss i Stephen Wooldridge)
  -  Campió d'Austràlia de persecució per equips
- 2007
  - Campió d'Oceania en Persecució per equips (amb Cameron Meyer, Travis Meyer i Phillip Thuaux)
- 2008
  - Campió d'Oceania en Persecució per equips (amb Jack Bobridge, Rohan Dennis i Zakkari Dempster)
  -  Campió d'Austràlia de persecució

### Resultats a laCopa del Món
- 2003
  - 1r a Sydney, en Persecució
- 2005-2006
  - 1r a Moscou, en Persecució per equips
- 2007-2008
  - 1r a Los Angeles, en Persecució per equips
- 2008-2009
  - 1r a Melbourne i Pequín, en Persecució per equips

## Palmarès en ruta
- 2004
  -  Campió d'Austràlia sub-23 en contrarellotge
- 2005
  -  Campió d'Austràlia sub-23 en contrarellotge
- 2007
  - Vencedor de 2 etapes a la Tour of the Murray River
- 2011
  - 1r a la Grafton to Inverell Classic
- 2013
  - Vencedor d'una etapa al National Capital Tour